# Miguel Ángel Rodríguez Gallegos
Miguel Ángel Rodríguez Gallegos (5 de enero de 1967) es un atleta mexicano, especialista en marcha atlética.
Ha participado en los Juegos Olímpicos de Barcelona 1992, Atlanta 1996, Sídney 2000 y Atenas 2004 obteniendo dos diplomas olímpicos.
Consiguió la medalla de bronce en el Campeonato Mundial de Atletismo de 1997, celebrado en Atenas, sobre la distancia de 50 km.
Desde 2011 y hasta 2015 forma parte del Comité de Marcha de la Asociación Internacional de Federaciones de Atletismo (IAAF).

## Competiciones
| Representando México                         | Representando México          | Representando México     | Representando México | Representando México |
| Año                                          | Competición                   | Lugar                    | Resultado            | Distancia            |
| -------------------------------------------- | ----------------------------- | ------------------------ | -------------------- | -------------------- |
| 1991                                         | Juegos Panamericanos          | La Habana, Cuba          | 2º                   | 50 km                |
| 1992                                         | Juegos Olímpicos de Barcelona | Barcelona, España        | 8º                   | 50 km                |
| 1993                                         | Campeonato Mundial            | Stuttgart, Alemania      | DQ                   | 50 km                |
| 1993                                         | Copa del Mundo                | Monterrey, México        | DQ                   | 50 km                |
| 1995                                         | Juegos Panamericanos          | Mar del Plata, Argentina | 2º                   | 50 km                |
| 1995                                         | Campeonato Mundial            | Gotemburgo, Suecia       | 4º                   | 50 km                |
| 1996                                         | Juegos Olímpicos de Atlanta   | Atlanta, Estados Unidos  | DQ                   | 20 km                |
| 1997                                         | Campeonato Mundial            | Atenas, Grecia           | 3º                   | 50 km                |
| 1999                                         | Campeonato Mundial            | Sevilla, España          | DNF                  | 50 km                |
| 2000                                         | Juegos Olímpicos de Sídney    | Sídney, Australia        | 7º                   | 50 km                |
| 2004                                         | Juegos Olímpicos de Atenas    | Atenas, Grecia           | 15º                  | 50 km                |
| DQ-Descalificación DNF-No finaliza la prueba |                               |                          |                      |                      |

Mejores marcas:
- 20 km	1h:20:59 (La Coruña,  España, 15 de mayo de 1993)
- 50 km	3h:42:45 (Poděbrady,  República Checa, 19 de abril de 1997)[9]